# Pittura Fotografia Film
Pittura Fotografia Film (Malerei Fotografie Film) è un libro scritto da László Moholy-Nagy nel 1925.
Il libro tratta di tre media artistici: Pittura, Fotografia, e Film; ma è alla fotografia che dedica il maggior interesse.
Il volume è l'ottavo della serie Bauhausbücher, una collana di quattordici volumi riguardanti diversi campi d'interesse della scuola Bauhaus, scritti per lo più da professori della scuola.

## Edizioni
- László Moholy-Nagy, Pittura Fotografia Film, traduzione di Bruno Reichlin, con una nota di Hans M.Wingler e un poscritto di Otto Stelzer, Giulio Einaudi Editore, 1987, ISBN 88-06-59347-1.

- Luca Farulli, Immaginazione Tecnologica, traduzione di Rebecca Rubina Farulli, Edizioni Polistampa, 2012, ISBN 978-88-596-1181-3.